# Liste der chinesischen Botschafter im Vereinigten Königreich
Am 6. Januar 1950 erkannte die Regierung von Clement Attlee die Regierung Zhou Enlai an.
Der Ambassador to the Court of St James’s der Volksrepublik China residiert in London.

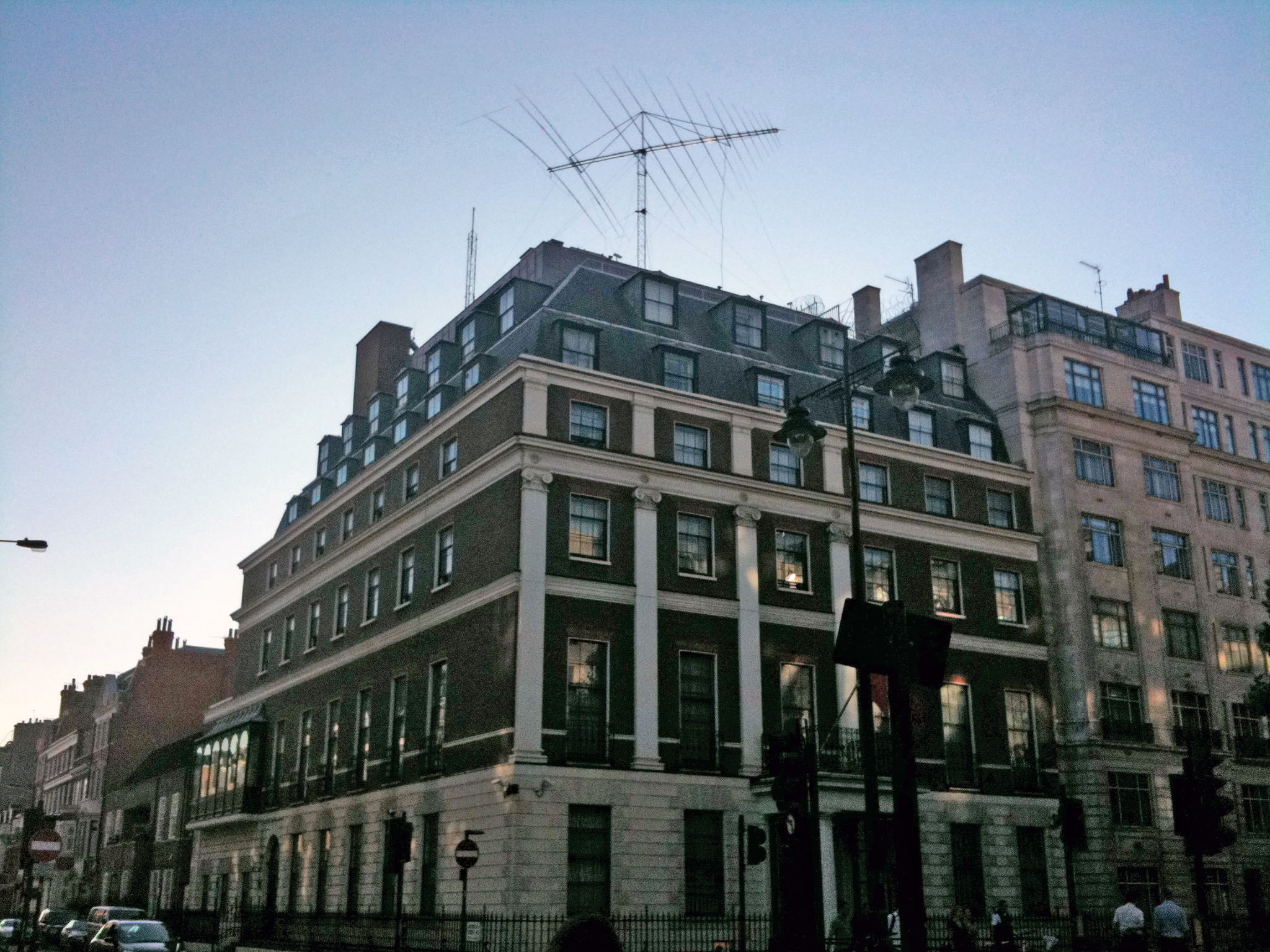
Botschaft der Volksrepublik China, Portland Place, London
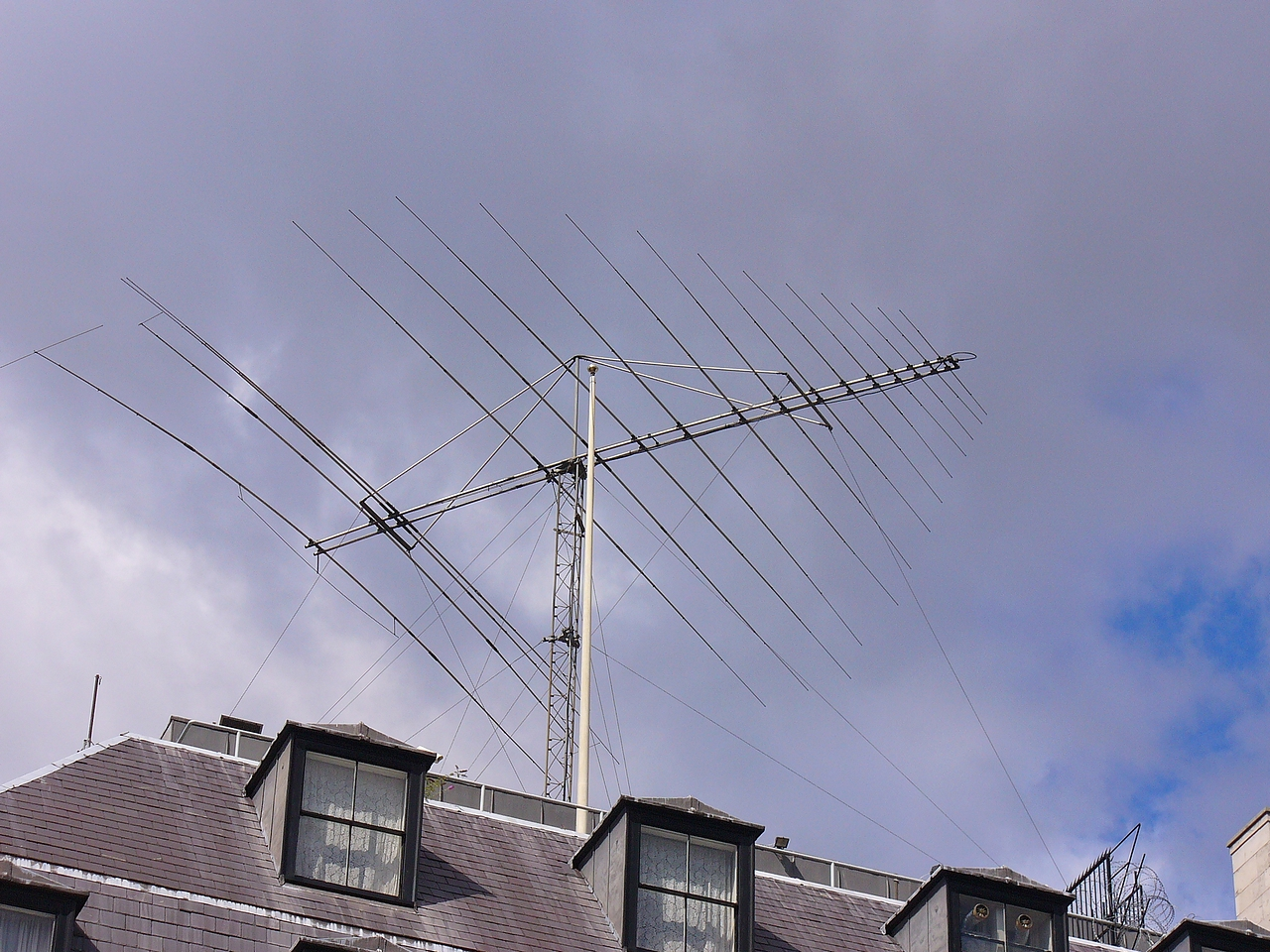
Portland Place, W1 Antenne
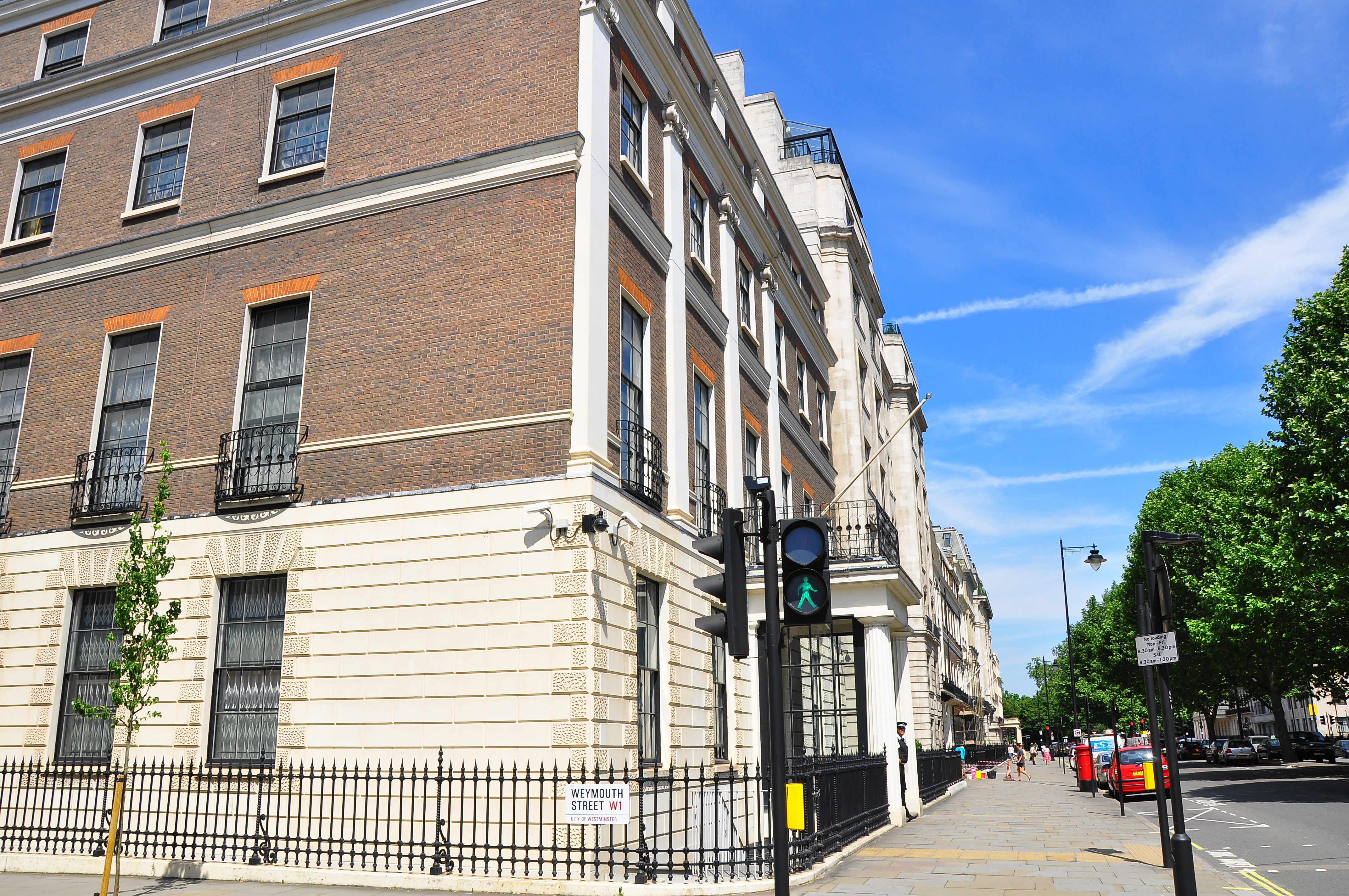
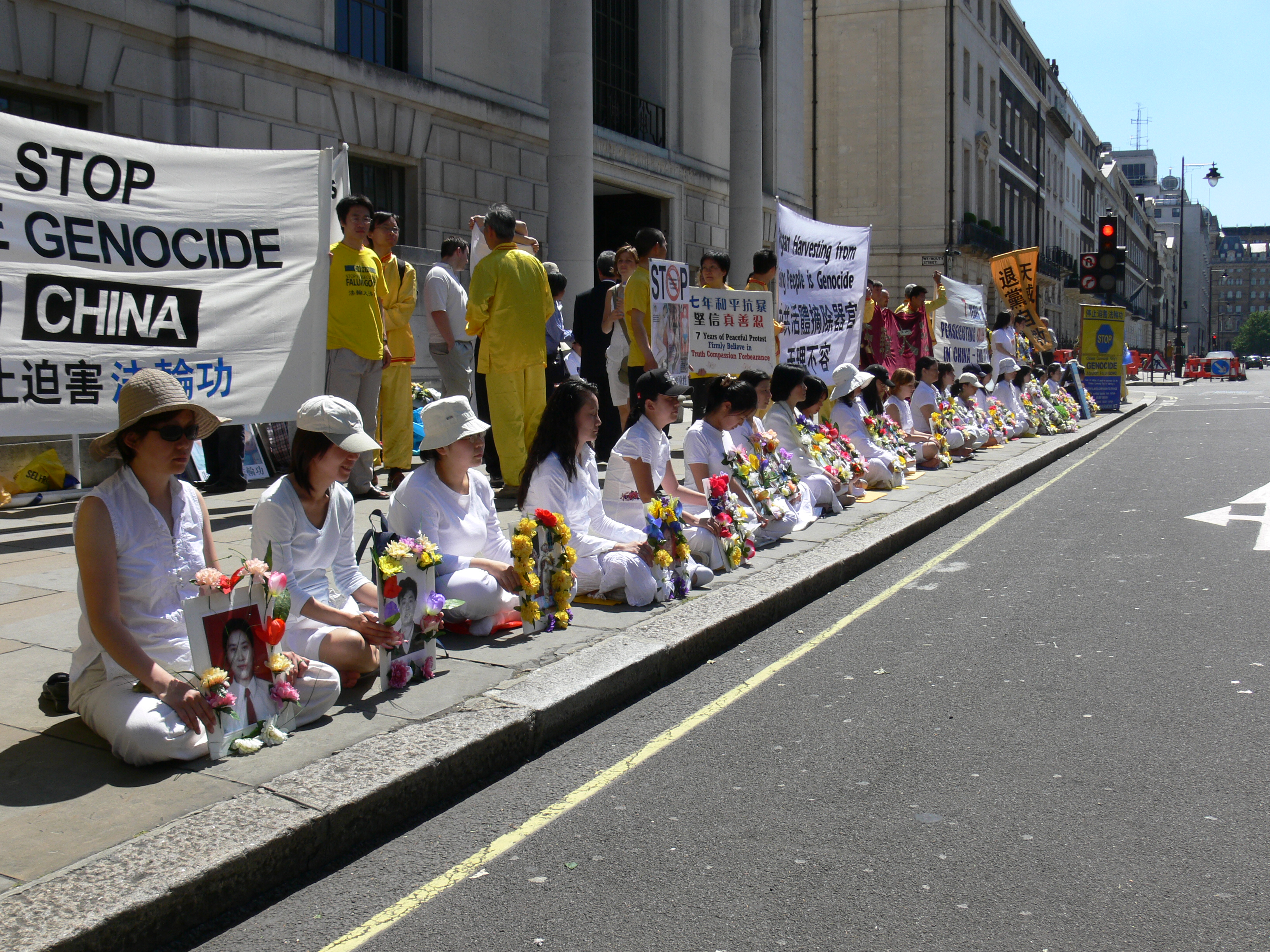
Falun Gong Mahnwache vor der Botschaft 2006

## Botschafter
| Ernannt / Akkreditiert | Name              | chinesisch | Bemerkung | ernannt von     | akkreditiert bei                                | Posten verlassen |
| ---------------------- | ----------------- | ---------- | --- | --------------- | ----------------------------------------------- | ---------------- |
| 28. Aug. 1875          | Guo Songtao       | 郭嵩焘     | (* 1818; † 1891) | Cixi            | Benjamin Disraeli                               | 25. Aug. 1878    |
| 28. Aug. 1875          | Liu Xihong        | 許鈐身     | Geschäftsträger 2. Oktober 1876 bis 30. April 1877 | Cixi            | Benjamin Disraeli                               | 30. Sep. 1876    |
| 25. Aug. 1878          | Zeng Jize         | 曾紀澤     | | Cixi            | Benjamin Disraeli                               | 27. Juli 1885    |
| 27. Juli 1885          | Liu Ruifen        | 劉瑞芬     | (* 1827; † 1892) | Cixi            | Robert Gascoyne-Cecil, 3. Marquess of Salisbury | 15. Mai 1889     |
| 15. Mai 1889           | Xue Fucheng       | 薛福成     | | Cixi            | William Ewart Gladstone                         | 11. Nov. 1893    |
| 11. Nov. 1893          | Kung Chao-Yuan    | 龔照瑗     | (* 1835; † 20. Juli 1897) | Cixi            | William Ewart Gladstone                         | 23. Nov. 1896    |
| 23. Nov. 1896          | Luo Fenglu        | 羅豐祿     | Vater von Zhong Luo Yihe | Cixi            | Robert Gascoyne-Cecil, 3. Marquess of Salisbury | 14. Nov. 1901    |
| 14. Nov. 1901          | Zhang Deyi        | 張德彜     | (* 1847; † 1919) Fungierte zunächst als Dolmetscher von 1866 bis 1871 auf einer Mission nach Amerika und Europa und Begleiter von Li Hongzhang                         | Cixi            | Robert Gascoyne-Cecil, 3. Marquess of Salisbury | 20. Sep. 1905    |
| 20. Sep. 1905          | Wang Daxie        | 汪大燮     | | Cixi            | Henry Campbell-Bannerman                        | 7. Mai 1907      |
| 7. Mai 1907            | Li Jingfang       | 李經方     | | Cixi            | Henry Campbell-Bannerman                        | 17. Sep. 1910    |
| 17. Sep. 1910          | Liu Yulin         | 劉玉麟     | (* 1863 in Xiangshan; † 1942 in Macau) bis 1881 Teilnehmer der Chinese Educational Mission to America, 1912 zum Botschafter befördert, 1914 in den Ruhestand versetzt. | Pu Yi           | Herbert Henry Asquith                           | 9. Dez. 1913     |
| 9. Dez. 1913           | Liu Yulin         | 劉玉麟     | | Yuan Shikai     | Herbert Henry Asquith                           | 20. Juni 1914    |
| 20. Juni 1914          | Alfred Sao-ke Sze | 施肇基     | Am 6. Oktober 1913 erkannte die Regierung des Vereinigten Königreichs die Regierung der Republik China an.                                                             | Yuan Shikai     | Herbert Henry Asquith                           | 29. Sep. 1920    |
| 29. Sep. 1920          | Wellington Koo    | 顧維鈞     | | Xu Shichang     | David Lloyd George                              | 5. Aug. 1922     |
| 20. Nov. 1921          | Wellington Koo    | 顧維鈞     | | Xu Shichang     | David Lloyd George                              | 5. Aug. 1922     |
| 20. Nov. 1921          | Zhu Zhao Xin      | 朱兆莘     | | Xu Shichang     | David Lloyd George                              | 4. Apr. 1925     |
| 7. Okt. 1925           | Yan Huiqing       | 颜惠慶     | | Xu Shichang     | Ramsay MacDonald                                |                  |
| Jan. 1926              | Wang Jingwei      | 陳維城     | Geschäftsträger am 28. Mai 1929 zum Gesandtschaftsrat befördert | Xu Shichang     | Ramsay MacDonald                                | 23. Okt. 1929    |
| 22. Jan. 1929          | Alfred Sao-ke Sze | 施肇基     | | Chiang Kai-shek | Ramsay MacDonald                                | 25. Apr. 1932    |
| 14. Mai 1932           | Guo Taiqi         | 郭泰祺     | | Chiang Kai-shek | Ramsay MacDonald                                | 9. Mai 1941      |
| 9. Mai 1941            | Wellington Koo    | 顧維鈞     | | Chiang Kai-shek | Winston Churchill                               | 17. Juli 1946    |
| 3. März 1945           | Shi Chao-Kui      | 施肇夔     | (* 1891; † 1957) | Chiang Kai-shek | Winston Churchill                               | 27. Juli 1946    |
| 17. Juli 1946          | Cheng Tien-hsi    | 鄭天錫     | | Chiang Kai-shek | Winston Churchill                               | 6. Jan. 1950     |
| 10. Sep. 1954          | Huan Xiang        | 宦鄉       | Geschäftsträger, 1976–1978 Botschafter in Brüssel, Luxemburg und bei der EG                                                                                            | Mao Zedong      | Winston Churchill                               | 30. März 1962    |
| 30. März 1962          | Xiong Xianghui    | 熊向暉     | wurde im Rahmen der Kulturrevolution abberufen, 1972–1973 Botschafter in Mexiko.                                                                                       | Liu Shaoqi      | Harold Macmillan                                | Jan. 1967        |
| 1967                   | Shen Ping         | 沈平       | | Liu Shaoqi      | Harold Wilson                                   | 1969             |
| 1969                   | Ma Jiajun         | 马家俊     | | Dong Biwu       | Harold Wilson                                   | 1970             |
| Nov. 1970              | Pei Jian Zhang    | 裴坚章     | | Dong Biwu       | Edward Heath                                    | Juni 1972        |
| 1. Juni 1972           | Song Zhiguang     | 宋之光     | 1970–1972: Botschafter in Berlin, 1982–1985: Botschafter in Tokio | Dong Biwu       | Edward Heath                                    | 27. Dez. 1977    |
| 1. Sep. 1978           | Ke Hua            | 柯华       | 1960–1964: Botschafter in Bissau, 1972–1974:Botschafter in Accra, 1975–1978:Botschafter in Manila.                                                                     | Ye Jianying     | James Callaghan                                 | 28. März 1983    |
| 1. Apr. 1983           | Chen Zhaoyuan     | 陈肇源     | 1971–1973: Botschafter in Naypyidaw, 1973–1976:Botschafter in Madrid, 1976–1979:Botschafter in Neu-Delhi.                                                              | Li Xiannian     | Margaret Thatcher                               | 1. März 1985     |
| 1. Apr. 1985           | Hu Dingyi         | 胡定一     | | Li Xiannian     | Margaret Thatcher                               | 1. Juni 1987     |
| 1. Aug. 1987           | Ji Chaozhu        | 冀朝铸     | 1985–1987:Botschafter in Suva, 1985–1987: Botschafter in South Tarawa, 1985–1987: Botschafter in Port Vila.                                                            | Li Xiannian     | Margaret Thatcher                               | 1. März 1991     |
| 1. Mai 1991            | Ma Yuzhen         | 马毓真     | | Yang Shangkun   | John Major                                      | 1. Nov. 1995     |
| 1. Dez. 1995           | Jiang Enzhu       | 姜恩柱     | | Jiang Zemin     | John Major                                      | 6. März 1997     |
| 6. März 1997           | Ma Zhengang       | 马振岗     | | Jiang Zemin     | Tony Blair                                      | 20. Aug. 2002    |
| 20. Aug. 2002          | Zha Peixin        | 查培新     | (* 1946 in der Jiangsu Provinz), 1996–1998: Botschafter in Ottawa | Jiang Zemin     | Tony Blair                                      | 11. Apr. 2007    |
| 11. Apr. 2007          | Fu Ying           | 傅莹       | (* Januar 1953) | Hu Jintao       | Gordon Brown                                    | 9. März 2010     |
| 9. März 2010           | Liu Xiaoming      | 刘晓明     | (* 1956 in Jieyang) | Hu Jintao       | David Cameron                                   | 31. Jan. 2021    |
| 8. Juni 2021           | Zheng Zeguang     | 郑泽光     | (* 1963 in der Provinz Guangdong) | Xi Jinping      | Boris Johnson                                   |                  |